# الاقسام (حبيش)

تعديل مصدري - تعديل

الاقسام محلة تابعة لقرية ذى راشد، التابعة لعزلة العارضة بمديرية حبيش إحدى مديريات محافظة إب في الجمهورية اليمنية، بلغ تعداد سكانها 83 حسب تعداد اليمن لعام 2004.